# Frederic al II-lea al Danemarcei
Frederic al II-lea (n. 1 iulie 1534, Haderslev, regiunea Syddanmark, Danemarca – d. 4/14 aprilie 1588, Slagelse, regiunea Sjælland, Danemarca), rege al Danemarcei și Norvegiei și Duce de Schleswig din 1559 până la moartea sa. 

## Rege al Danemarcei

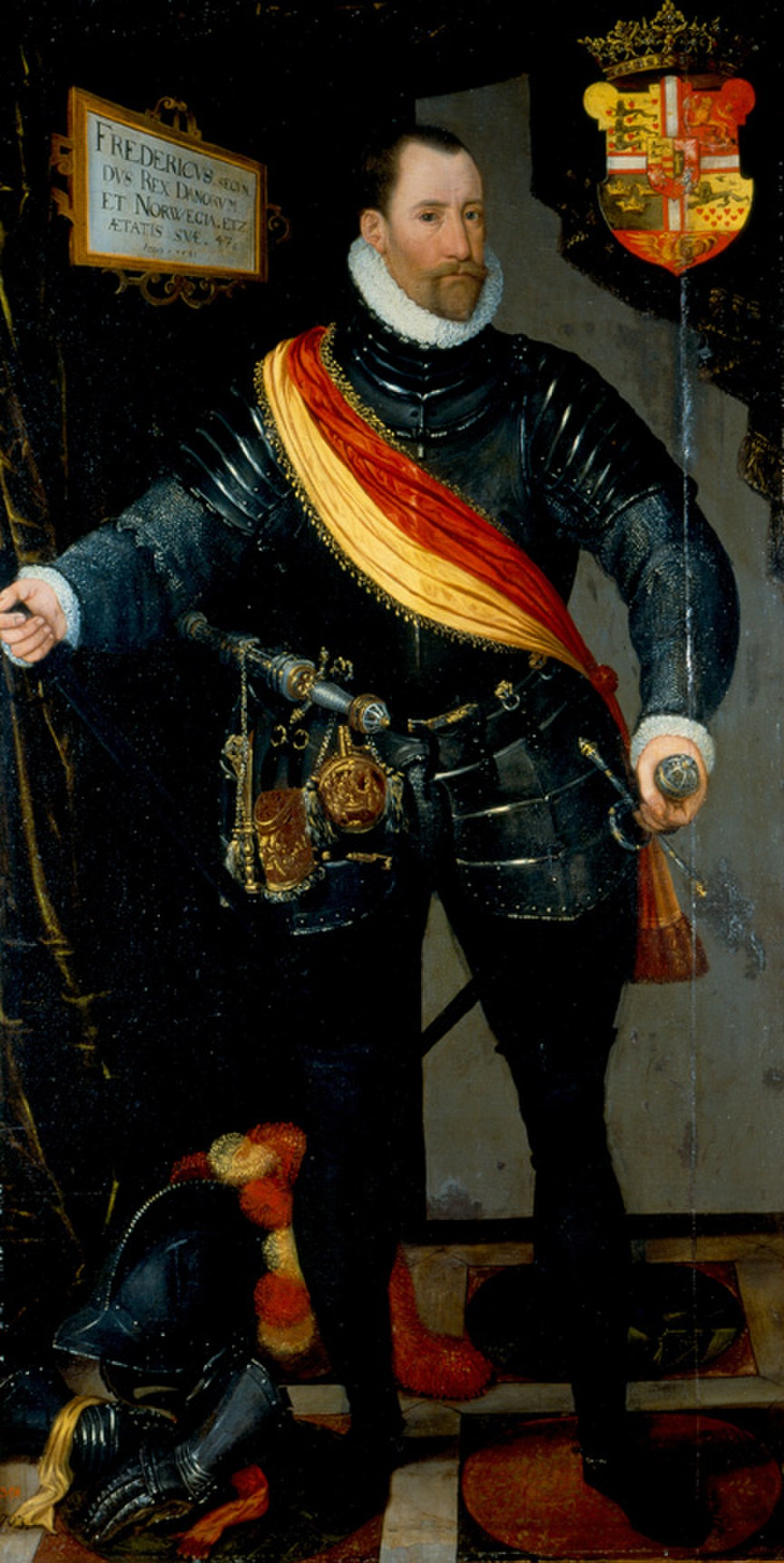
Frederic al II-lea al Danemarcei

Frederic al II-lea a fost fiul regelui Christian al III-lea al Danemarcei și al Norvegiei și al Dorotheei de Saxa-Lauenburg. Frederic al II-lea a fost un domnitor renascentist tipic al Danemarcei. Spre deosebire de tatăl său, el a fost puternic influențat de idealuri militare și încă din tinerețe și-a făcut prieteni prinți germani militari. Și-a dorit să se căsătorească cu iubita sa, Anne de Hardenberg, însă în final a fost convins să nu facă acest lucru. La scurt timp după ce a urcat pe tron, a obținut prima sa victorie  prin cucerirea regiunii Dithmarschen în vara anului 1559.
Conflictul dominant al domniei sale a fost războiul scandinav de șapte ani din 1563 până în 1570 în care el a încercat în zadar să cucerească Suedia, care era condusă de vărul său, regele nebun Eric al XIV-lea. A fost un război extrem de costisitor, un război de uzură, în care unele zone din Scania au fost devastate de suedezi iar Norvegia a pierdut aproape tot. În timpul războiului, regele a condus personal armata pe câmpul de luptă, dar fără mari rezultate iar conflictul a deteriorat relația sa cu consilierii.
Cu toate acestea, tulburările interne din Suedia și preluarea administrării daneze de capabilul ministru de finanțe Peder Oxe a stabilizat situația. Războiul s-a încheiat printr-un status quo care a permis Danemarcei să obțină pacea. Frederic al II-lea a semnat Tratatul de pace de la Stettin (1570), care nu a adus decât slabe avantaje Danemarcei însă a arătat limitele puterii militare daneze.
După război Frederick a menținut pacea fără să renunțe la încercarea sa de a-și extinde prestigiul în domeniul naval. Politica sa externă a fost susținută moral de puterile protestante. În acel timp fiind celibatar a curtat-o pe Elisabeta I a Angliei, o inițiativă care i-a adus Ordinul cavaleresc al Jartierei (1578). Consilieri cu experiență ca Peder Oxe, Niels Kaas, Arild Huitfeldt și Christoffer Valkendorff au avut grijă de administrarea internă.
Frederic a fost descris ca un rege ambițios și curajos. A fost pasionat de vânătoare, vin și petreceri. A reconstruit castelul Kronborg în perioada 1574-1567,  în 1587 a fondat orașul Fredrikstad în Norvegia, a fondat școala superioară Frederic II la Fredrikstad. A fost o perioadă de prosperitate și de creștere din istoria Danemarcei. Frederic a fost un susținător al celebrului astronom Tycho Brahe. 
La 4 aprilie 1588 la Antvorskov a murit și a fost succedat de fiul său cel mare Christian al IV-lea. A fost înmormântat la Catedrala Roskilde. 

## Familie și copii
La 20 iulie 1572 s-a căsătorit cu Sophia de Mecklenburg-Güstrow, o descendentă a regelui Hans al Danemarcei. Au avut șapte copii:
1. Elisabeta (25 august 1573 – 19 iunie 1626), căsătorită în 1590 cu Ducele Henry Julius de Braunschweig.
2. Anna (12 decembrie 1574 – 2 martie 1619), căsătorită la 23 noiembrie 1589 cu Iacob al VI-lea al Scoției, care mai târziu a devenit Iacob I al Angliei
3. Christian al IV-lea al Danemarcei (12 aprilie 1577 – 28 februarie 1648)
4. Ulrik (30 decembrie 1578 – 27 martie 1624), ultimul episcop de Schleswig, căsătorit cu Lady Catherine von Hahn
5. Augusta (8 aprilie 1580 – 5 februarie 1639), căsătorită la 30 august 1596 cu Ducele Johann Adolf de Holstein-Gottorp
6. Hedwig (5 august 1581 – 26 noiembrie 1641), căsătorită la 12 septembrie 1602 cu Christian al II-lea, Elector al Saxoniei
7. Ioan de Schleswig-Holstein (9 iulie 1583 – 28 octombrie 1602)